# 米斯泰克峰
77°26′S 160°14′E / 77.433°S 160.233°E
米斯泰克峰是南極洲的山峰，位於維多利亞地，處於謝普利斯山西南面6公里，是維萊特山脈的南端，海拔高度約2,600米，現時由南極條約體系管理。